# Руне
Рунске азбуке су низови повезаних алфабета који користе слова позната као руне. Пре су их користили германски језици, највише у Скандинавији и Британским острвима, као и у Данској, Холандији, Аустрији, Италији јер су се туда кретали Германи. О њиховом пореклу мало се зна. Стара германска реч руна има два значења прво је „шапутати” а друго је „тајна”. Реч блиска руни је раунен и не зна се која је од које потекла. Словни знак руне је веома једноставан јер се састоји од правих линија које се нагло прекидају и на одређеном месту ломе.

## Историја и употреба
Руне су биле у употреби међу германским народима од 1. или 2. века нове ере. Овај период лингвистички одговара касној општегерманској фази, са континуумом дијалеката који још нису јасно раздвојени у три гране каснијих векова: северногермански, западногермански и источногермански.
У сачуваним рунским натписима се не прави разлика између дугих и кратких самогласника, иако је таква разлика свакако фонолошки била присутна у говорним језицима тог времена. Слично, нема знакова за лабиовеларе у старом футарку (такви знакови су уведени и у англосаксонском футорку и у готском алфабету као варијанте п; погледајте peorð.)

### Порекло
Формирање старијег футарка завршено је почетком 5. века, при чему је Килверов камен био први доказ о уређењу футарка као и о п руни.
Конкретно, ретичко писмо Болцана се често промовише као кандидат за порекло руна, са само пет руна старијег футарка (ᛖ e, ᛇ ï, ᛃ j, ᛜ ŋ, ᛈ p) које немају пандан у алфабету из Болцана. Скандинавски научници имају тенденцију да фаворизују извођење из самог латиничног писма у односу на ретичке кандидате. Тезу „северноетрурске“ поткрепљује натпис на Негау шлему који датира из 2. века пре нове ере. Ово је на северном етрурском алфабету, али има германско име, Харигаст. Ђулијано и Лариса Бонфанте сугеришу да руне потичу од неког северноиталског писма, посебно венетског: али пошто су Римљани освојили Венето после 200. године п. н. е, а затим је латинско писмо постало истакнуто а венетска култура смањила значај, германски народ је могао да усвоји венетски алфабет унутар 3. века п. н. е. или чак и раније.

## Стари Футхарк
| Руне | Енглеска транслитерација | IPA | Прото-германско име | Значење                                |
| ---- | ------------------------ | --- | ------------------- | -------------------------------------- |
| \|   | f                        |     | *феху               | богатство, стока                       |
| \|   | u                        |     | ?*уруз              | тур (или „вода“?)                      |
| \|   | þ                        |     | ?*турисаз           | бог Тор, див                           |
| \|   | a                        |     | *Ансуз              | један од (богова) Аесира               |
| \|   | r                        |     | *реидо              | јахање, путовање                       |
| \|   | k                        |     | ?*кеназ             | бакља                                  |
| \|   | g                        |     | *гебо               | дар                                    |
| \|   | w                        |     | *вунјо              | радост                                 |
| \|   | h                        |     | *хагалаз            | живео                                  |
| \|   | n                        |     | *наудиз             | потреба                                |
| \|   | i                        |     | *исаз               | лед                                    |
| \|   | j                        |     | *јера-              | година, добра година, жетва            |
| \|   | ï (or æ)                 | (?) | *еихваз             | Јигдрасил дрво                         |
| \|   | p                        |     | ?*перт              | нејасног значења, можда „дрво јабуке“. |
| \|   | z                        |     | ?*алгиз             | нејасно, можда „ирвас“.                |
| \|   | s                        |     | *совило             | Сунце                                  |
| \|   | t                        |     | *тиваз/*тејваз      | бог Тиваз                              |
| \|   | b                        |     | *берканан           | бреза                                  |
| \|   | e                        |     | *ејваз              | коњ                                    |
| \|   | m                        |     | *маназ              | Човек                                  |
| \|   | l                        |     | *лагуз              | вода, језеро                           |
| \|   | ŋ                        |     | *ингваз             | бог Ингваз                             |
| \|   | o                        |     | *одал               | наслеђе, својина, поседовање           |
| \|   | d                        |     | *дагаз              | дан                                    |

## Словенске руне
Словенске руне или руница је прехришћанско словенско писмо које је постојало у временима пре покрштавања Словена и осмишљавања глагољице и ћирилице (види чланак: Прехришћанско словенско писмо).